# サクリファイス (2020年の映画)
『サクリファイス』は、2020年3月6日公開の日本映画。壷井濯が監督と脚本を担当し、青木柚が主役を務めた。SKIPシティ国際Dシネマ映画祭2019国内コンペティション長編部門優秀作品賞受賞作。

## キャスト
- 沖田：青木柚
- 塔子：半田美樹
- 翠：五味未知子
- 正哉：藤田晃輔
- 狭山：櫻井保幸
- 沙織：矢﨑初音
- 神崎ソラ：下村花
- 葉子：三坂知絵子
- 漣：草野康太
- 全：三浦貴大

## スタッフ
- 監督・脚本・編集：壷井濯
- プロデューサー：藤原里歩
- 副プロデューサー：柗下仁美、林海斗
- 撮影：柗下仁美
- 録音：藤原里歩
- 撮影助手：柳田智哉
- 助監督：加登谷美琴
- 制作：下村花
- 音楽：大津沙良
- 整音：塚本啓介
- スチール：柗下知之
- 主題歌：ぐみ（from パスワードの人）「小譚歌」
- 制作・配給： Récolte&Co.
- 配給協力：林海斗
- 宣伝：髭野純
- 宣伝デザイン：寺澤圭太郎
- webデザイン：秋山祐